# Campionatul Mondial Universitar de Handbal Feminin din 2018 - Echipele
Acest articol prezintă echipele care au luat parte la Campionatul Mondial Universitar din 2018, desfășurat la Rijeka, în Croația, între 30 iulie și 5 august 2018, a 24-a ediție a acestei competiții.

## Grupa A

### Brazilia
Lotul Braziliei a fost următorul:
Antrenor principal: Neudi Antônio Zenatti
Antrenor secund:
| Nr. | Post            | Nume                               | Data nașterii (vârsta) | Înălțime | Selecții | Goluri | Echipă                               |
| --- | --------------- | ---------------------------------- | ---------------------- | -------- | -------- | ------ | ------------------------------------ |
| 1   | Portar          | Pâmela Rodrigues Meira             | 31 mai 1999            |          |          |        | Abluhand/FMD Blumenau                |
| 2   | Pivot           | Nadyne Keller Morcineck            | 4 martie 1995          |          |          |        | Fluminense Alef Handebol-RJ          |
| 3   | Inter dreapta   | Mirelli da Rocha Gomes             | 21 februarie 1995      |          |          |        | Centro Universitário FAG Cascavel    |
| 4   | Inter dreapta   | Vaniele Abreu da Silva             | 14 decembrie 1995      |          |          |        | Abluhand/FMD Blumenau                |
| 5   | Extremă dreapta | Dayane Ellen Alves Sirino          | 17 noiembrie 1993      |          |          |        | Centro Universitário FAG Cascavel    |
| 6   | Extremă stânga  | Rafaella Silva Rodrigues Rocha     | 11 mai 1999            |          |          |        | Abluhand/FMD Blumenau                |
| 7   | Extremă stânga  | Thais Adrielle Fermo               | 11 iunie 1996          |          |          |        | Centro Universitário FAG Cascavel    |
| 8   | Pivot           | Camila Vitória Moraes Gominho Maia | 5 februarie 1996       |          |          |        | Português/Aeso                       |
| 9   | Inter stânga    | Tauani Schneider                   | 16 martie 1995         |          |          |        | Colégio Santa Catarina/Novo Hamburgo |
| 10  | Extremă dreapta | Nicole Luz Damascena               | 17 aprilie 1997        |          |          |        | Pinheiros/UNIP                       |
| 11  | Centru          | Talita Alves Carneiro              | 17 octombrie 1996      |          |          |        | UnC/Concórdia                        |
| 12  | Portar          | Isabela Rodrigues Ferrarin         | 1 octombrie 1993       |          |          |        | Centro Universitário FAG Cascavel    |
| 13  | Inter stânga    | Francinete Carneiro                | 9 ianuarie 1995        |          |          |        | Centro Universitário FAG Cascavel    |
| 18  | Centru          | Evelyn Simões Capatti              | 24 decembrie 1997      |          |          |        | Abluhand/FMD Blumenau                |

### Cehia
Lotul Cehiei a fost alcătuit în special din handbaliste de la DHC Slavia Praha, deoarece alte cluburi nu le-au permis jucătoarelor, aflate în plin program de pregătire pentru noul an competițional, să participe la competiție:
Antrenor principal: Richard Řezáč
Antrenor secund:
| Nr. | Post            | Nume                   | Data nașterii (vârsta) | Înălțime | Selecții | Goluri | Echipă             |
| --- | --------------- | ---------------------- | ---------------------- | -------- | -------- | ------ | ------------------ |
| 1   | Portar          | Michaela Hillebrandová | 21 iunie 1996          |          |          |        | DHC Slavia Praha   |
| 3   | Extremă stânga  | Vendula Fryčáková      | 31 mai 1996            | 1,69 m   |          |        | DHK Zora Olomouc   |
| 4   | Centru          | Magdalena Svobodová    | 10 iunie 1994          | 1,80 m   |          |        | DHC Slavia Praha   |
| 5   | Extremă stânga  | Nikola Motejlová       | 20 septembrie 1997     | 1,61 m   |          |        | DHC Slavia Praha   |
| 7   | Extremă dreapta | Adéla Novotná          | 14 august 1998         | 1,77 m   |          |        | DHC Slavia Praha   |
| 9   | Pivot           | Adriana Míšová         | 25 noiembrie 1996      | 1,80 m   |          |        | DHC Slavia Praha   |
| 10  | Pivot           | Barbora Večeřová       | 14 aprilie 1998        | 1,79 m   |          |        | DHC Slavia Praha   |
| 12  | Portar          | Kristýna Neubergová    | 6 ianuarie 1996        |          |          |        | DHC Slavia Praha   |
| 18  | Extremă stânga  | Tereza Fryčáková       | 31 mai 1996            |          |          |        | DHK Zora Olomouc   |
| 19  | Inter stânga    | Tereza Pokorná         | 28 mai 1994            | 1,80 m   |          |        | DHC Slavia Praha   |
| 23  | Inter dreapta   | Veronika Galušková     | 30 iulie 1998          | 1,76 m   |          |        | DHC Slavia Praha   |
| 42  | Centru          | Pavlina Novotná        | 14 februarie 1996      | 1,67 m   |          |        | Házená Sokol Písek |
| 72  | Centru          | Eliška Jačková         | 10 iunie 1994          | 1,70 m   |          |        | DHC Slavia Praha   |
| 77  | Inter stânga    | Jana Chlupová          | 23 iunie 1996          | 1,68 m   |          |        | DHC Slavia Praha   |

### Croația
Din lotul Croației anunțat inițial, Dora Lukić a fost înlocuită cu Rea Jelenović:
Antrenor principal: Igor Abramović
Antrenor secund: Jelena Crnov
| Nr. | Post            | Nume                    | Data nașterii (vârsta) | Înălțime | Selecții | Goluri | Echipă                |
| --- | --------------- | ----------------------- | ---------------------- | -------- | -------- | ------ | --------------------- |
| 1   | Portar          | Mara Budić              | 15 noiembrie 1994      |          |          |        | ŽRK Dugo Selo '55     |
| 2   | Centru          | Leonarda Kapetanović    | 3 noiembrie 1998       | 1,71 m   |          |        | RK Lokomotiva Zagreb  |
| 4   | Extremă stânga  | Rea Jelenović           | 16 octombrie 1996      | 1,63 m   |          |        | ŽRK Zamet             |
| 5   | Centru          | Ivana Zirn              | 24 iunie 1996          |          |          |        | ŽRK Osijek            |
| 6   | Extremă dreapta | Josipa Paula Jerčinović | 3 august 1993          | 1,72 m   |          |        | ŽRK Zamet             |
| 7   | Extremă stânga  | Lidija Bošnjak          | 9 noiembrie 1994       |          |          |        | ŽRK Osijek            |
| 8   | Extremă dreapta | Nataša Miočinović       | 3 august 1994          |          |          |        | ŽRK Umag              |
| 9   | Pivot           | Ines Lisjak             | 15 noiembrie 1994      | 1,70 m   |          |        | ŽRK Sesvete           |
| 10  | Inter dreapta   | Petra Dičak             | 11 august 1995         |          |          |        | ŽRK Trešnjevka Zagreb |
| 12  | Portar          | Lea Beličev             | 2 februarie 1998       |          |          |        | ŽRK Trešnjevka Zagreb |
| 13  | Inter dreapta   | Lucija Marjančić        | 1 august 1993          |          |          |        | ŽRK Dugo Selo '55     |
| 16  | Pivot           | Maja Visković           | 29 martie 1998         |          |          |        | ŽRK Zamet             |
| 14  | Inter stânga    | Anamarija Galić         | 21 martie 1994         | 1,70 m   |          |        | ŽRK Dugo Selo '55     |
| 15  | Inter stânga    | Kristina Prkačin        | 21 octombrie 1997      | 1,85 m   |          |        | RK Lokomotiva Zagreb  |

### Japonia
Lotul Japoniei a fost următorul:
Antrenor principal:
Antrenor secund:
| Nr. | Post          | Nume             | Data nașterii (vârsta) | Înălțime | Selecții | Goluri | Echipă           |
| --- | ------------- | ---------------- | ---------------------- | -------- | -------- | ------ | ---------------- |
| 1   | Portar        | Atsuko Baba      | 13 iunie 1995          | 1,64 m   |          |        | Osaka University |
| 3   | Inter dreapta | Yumi Kitahara    | 8 iulie 1995           | 1,70 m   |          |        | Osaka University |
| 4   |               | Arisa Kimura     | 10 octombrie 1995      |          |          |        | Japonia          |
| 5   |               | Maharu Kondo     | 24 ianuarie 1996       |          |          |        | Japonia          |
| 6   |               | Naoko Sahara     | 18 ianuarie 1996       |          |          |        | Japonia          |
| 7   |               | Haruka Tani      | 10 ianuarie 1996       |          |          |        | Japonia          |
| 10  |               | Azusa Nagatsuka  | 27 martie 1994         |          |          |        | Japonia          |
| 11  |               | Saki Hatori      | 22 decembrie 1996      |          |          |        | Japonia          |
| 12  | Portar        | Naho Saito       | 16 ianuarie 1997       |          |          |        | Japonia          |
| 13  |               | Miyako Hatsumi   | 10 septembrie 1997     |          |          |        | Japonia          |
| 15  |               | Mana Horikawa    | 4 martie 1994          |          |          |        | Japonia          |
| 17  |               | Hikaru Matsumoto | 25 februarie 1995      |          |          |        | Japonia          |
| 35  |               | Kaho Nakayama    | 23 octombrie 1998      |          |          |        | Japonia          |
| 39  |               | Chikako Kasai    | 25 noiembrie 1998      |          |          |        | Japonia          |
|     | Inter         | Maaya Watanabe   | 13 august 1997         |          |          |        | Tokai University |

## Grupa B

### Coreea de Sud
Lotul Coreei de Sud a fost următorul:
Antrenor principal:
Antrenor secund:
| Nr. | Post            | Nume           | Data nașterii (vârsta) | Înălțime | Selecții | Goluri | Echipă                          |
| --- | --------------- | -------------- | ---------------------- | -------- | -------- | ------ | ------------------------------- |
| 7   | Extremă stânga  | Chung Ye-yeong | 22 iunie 1999          | 1,63 m   |          |        | Korea National Sport University |
| 9   | Centru          | Song Hye-soo   | 27 august 1999         | 1,62 m   |          |        | Korea National Sport University |
| 11  | Extremă dreapta | Song Ji-young  | 5 mai 1996             | 1,64 m   |          |        | SK Sugar Gliders                |
| 12  | Portar          | Kim Su-yeon    | 2 iunie 1998           | 1,83 m   |          |        | Korea National Sport University |
| 13  | Inter dreapta   | Moon Suh-yeon  | 25 martie 1998         | 1,74 m   |          |        | Korea National Sport University |
| 15  | Inter dreapta   | Yang Sae-seul  | 30 iunie 1997          | 1,70 m   |          |        | SK Sugar Gliders                |
| 16  | Portar          | Jeong Jin-hui  | 24 martie 1999         | 1,80 m   |          |        | Korea National Sport University |
| 17  | Extremă dreapta | Kim Sang-mi    | 27 mai 1995            | 1,63 m   |          |        | Wonderful Samcheok              |
| 19  | Centru          | Kim Da-young   | 19 septembrie 1997     | 1,69 m   |          |        | Korea National Sport University |
| 20  | Inter stânga    | Kim Ye-jin     | 16 septembrie 1996     | 1,72 m   |          |        | Korea National Sport University |
| 22  | Pivot           | Heo Su-rim     | 9 decembrie 1998       | 1,73 m   |          |        | Korea National Sport University |
| 26  | Pivot           | Kim So-ra      | 23 martie 1998         | 1,82 m   |          |        | Korea National Sport University |
| 28  | Inter stânga    | Shin Jin-mi    | 23 iunie 1998          | 1,68 m   |          |        | Korea National Sport University |
| 29  |                 | Son Min-ji     | 22 mai 1996            | 1,71 m   |          |        | Coreea de Sud                   |

### Polonia
Un lot lărgit de 21 de jucătoare de a fost anunțat pe 17 iulie 2018. Lotul de 14 handbaliste și 6 rezerve care a participat la competiție a fost următorul:
Antrenor principal: Sabina Włodek
Antrenor secund: Małgorzata Gapska
Antrenor secund: Leszek Krowicki
| Nr.  | Post            | Nume                  | Data nașterii (vârsta) | Înălțime | Selecții | Goluri | Echipă                     |
| ---- | --------------- | --------------------- | ---------------------- | -------- | -------- | ------ | -------------------------- |
| 2    | Pivot           | Joanna Szarawaga      | 2 aprilie 1994         | 1,85 m   |          |        | GTPR Gdynia                |
| 5    | Pivot           | Patrycja Noga         | 13 aprilie 1994        | 1,76 m   |          |        | SPR Pogoń Szczecin         |
| 7    | Inter stânga    | Edyta Charzyńska      | 12 ianuarie 1994       |          |          |        | KPR Kobierzyce             |
| 8    | Inter stânga    | Małgorzata Mączka     | 27 septembrie 1992     | 1,80 m   |          |        | MKS Zagłębie Lublin S.A.   |
| 9    | Inter dreapta   | Natalia Nosek         | 20 aprilie 1998        | 1,78 m   |          |        | SPR Pogoń Szczecin         |
| 10   | Inter stânga    | Patrycja Świerżewska  | 5 martie 1996          |          |          |        | EKS Start Elbląg           |
| 11   | Inter dreapta   | Katarzyna Kozimur     | 9 iunie 1994           | 1,80 m   |          |        | EKS Start Elbląg           |
| 12   | Portar          | Aleksandra Sach       | 8 februarie 1996       |          |          |        | Piłka Ręczna Koszalin S.A. |
| 14   | Inter stânga    | Aleksandra Rosiak     | 7 iulie 1997           | 1,82 m   |          |        | MKS Zagłębie Lublin S.A.   |
| 15   | Extremă dreapta | Katarzyna Janiszewska | 26 octombrie 1995      | 1,68 m   |          |        | GTPR Gdynia                |
| 16   | Portar          | Aleksandra Orowicz    | 7 septembrie 1996      | 1,76 m   |          |        | Korona Handball Kielce     |
| 17   | Extremă stânga  | Daria Zawistowska     | 12 decembrie 1995      | 1,71 m   |          |        | SPR Pogoń Szczecin         |
| 18   | Extremă stânga  | Żaneta Lipok          | 14 octombrie 1998      | 1,70 m   |          |        | KPR Ruch Chorzów           |
| 25   | Extremă dreapta | Aneta Łabuda          | 7 ianuarie 1995        | 1,60 m   |          |        | GTPR Gdynia                |
| Rez. | Inter           | Karolina Kochaniak    | 5 iulie 1995           | 1,75 m   |          |        | SPR Pogoń Szczecin         |
| Rez. | Centru          | Romana Roszak         | 1 octombrie 1994       | 1,75 m   |          |        | Piłka Ręczna Koszalin S.A. |
| Rez. | Pivot           | Marlena Urbańska      | 11 ianuarie 1998       | 1,86 m   |          |        | SPR Pogoń Szczecin         |
| Rez. | Extremă         | Daria Szynkaruk       | 19 mai 1998            | 1,72 m   |          |        | MTS Kwidzyn                |
| Rez. | Portar          | Weronika Kordowiecka  | 13 septembrie 1995     | 1,76 m   |          |        | SPR Pogoń Szczecin         |
| Rez. | Portar          | Natalia Krupa         | 16 ianuarie 1997       |          |          |        | MTS Kwidzyn                |

### România
Echipa României a fost anunțată pe 25 iulie 2018:
Antrenor principal: Horațiu Pașca
Antrenor secund: Nicoleta Alexandrescu
Antrenor cu portarii: Jaume Fort Mauri
| Nr.  | Post            | Nume                | Data nașterii (vârsta) | Înălțime | Selecții | Goluri | Echipă                  |
| ---- | --------------- | ------------------- | ---------------------- | -------- | -------- | ------ | ----------------------- |
| 1    | Portar          | Alexandra Prodan    | 11 iunie 1996          |          |          |        | CSU "U" Cluj            |
| 2    | Extremă stânga  | Hermina Stoicănescu | 17 decembrie 1996      |          |          |        | CSM Slatina             |
| 3    | Pivot           | Lorena Ostase       | 25 iulie 1997          | 1,79 m   |          |        | CSM Slatina             |
| 5    | Centru          | Szilvia Szabó       | 3 iulie 1996           |          |          |        | CS Gloria 2018 Bistrița |
| 7    | Pivot           | Florentina Craiu    | 21 aprilie 1996        |          |          |        | HCM Râmnicu Vâlcea      |
| 10   | Centru          | Maria Gavrilă       | 16 iunie 1995          | 1,71 m   |          |        | HCM Râmnicu Vâlcea      |
| 13   | Extremă dreapta | Florența Ilie       | 21 iunie 1996          | 1,72 m   |          |        | CSU Știința București   |
| 14   | Extremă stânga  | Diana Predoi        | 11 mai 1995            | 1,72 m   |          |        | SCM Gloria Buzău        |
| 16   | Portar          | Elena Șerban        | 15 octombrie 1994      | 1,83 m   |          |        | CSU Danubius Galați     |
| 17   | Inter dreapta   | Laura Popa          | 29 iunie 1994          | 1,81 m   |          |        | CSU "U" Cluj            |
| 19   | Inter stânga    | Sonia Vasiliu       | 11 ianuarie 1996       | 1,82 m   |          |        | CSU "U" Cluj            |
| 31   | Inter stânga    | Anca Polocoșer      | 1 mai 1997             | 1,80 m   |          |        | CSM Roman               |
| 85   | Inter dreapta   | Ana Maria Văcariu   | 15 septembrie 1998     |          |          |        | CS Dacia Mioveni 2012   |
| 89   | Extremă dreapta | Andreea Taivan      | 27 aprilie 1997        | 1,68 m   |          |        | CSU Danubius Galați     |
| Rez. | Portar          | Cristina Enache     | 1 mai 1994             | 1,82 m   |          |        | CS Minaur Baia Mare     |

### Spania
Echipa Spaniei a fost anunțată pe 19 iunie 2018. Înaintea începerii competiției Hatou Jabby a fost înlocuită cu Carmen Campos:
Antrenor principal: Abel Estévez
Antrenor secund: Susana Pareja
| Nr. | Post            | Nume                             | Data nașterii (vârsta) | Înălțime | Selecții | Goluri | Echipă                              |
| --- | --------------- | -------------------------------- | ---------------------- | -------- | -------- | ------ | ----------------------------------- |
| 7   | Centru          | Esther Arrojería Arantzazistroke | 11 februarie 1994      | 1,64 m   |          |        | Super Amara Bera Bera               |
| 9   | Pivot           | Carmen Campos Costa              | 10 iulie 1995          | 1,65 m   |          |        | CB Mecalia Atlético Guardés         |
| 44  | Inter stânga    | Aida Palicio Fernández           | 13 octombrie 1995      | 1,73 m   |          |        | BMC Mavi Nuevas Tecnologías         |
| 49  | Extremă stânga  | Laura Hernández Selva            | 13 mai 1997            | 1,70 m   |          |        | Club Balonmano Elche Mustang        |
| 52  | Extremă dreapta | Paulina Pérez Buforn             | 25 ianuarie 1997       | 1,67 m   |          |        | Hotel Gran Bilbao                   |
| 55  | Portar          | Maddi Aalla Rotaetxe             | 1 ianuarie 1997        | 1,73 m   |          |        | Hotel Gran Bilbao                   |
| 57  | Extremă dreapta | Paula Valdivia Montserrat        | 23 decembrie 1995      | 1,65 m   |          |        | Hotel Gran Bilbao                   |
| 58  | Portar          | Laura Muñiz Gallego              | 8 septembrie 1994      | 1,77 m   |          |        | ANTS:BFIT Muchoticket Santa Eulària |
| 59  | Inter stânga    | Natalia Martínez Castellanos     | 22 iulie 1996          | 1,87 m   |          |        | Club Balonmano Porriño              |
| 60  | Centru          | Cecilia Cacheda González         | 15 februarie 1995      | 1,68 m   |          |        | Club Balonmano Porriño              |
| 61  | Inter stânga    | Marta Méndez García              | 7 noiembrie 1994       | 1,83 m   |          |        | CB Mecalia Atlético Guardés         |
| 71  | Inter dreapta   | Sarai Samartín Lago              | 23 martie 1995         | 1,69 m   |          |        | Club Balonmano Porriño              |
| 73  | Centru          | Emma Boada Coronado              | 15 iunie 1994          | 1,71 m   |          |        | Rincón Fertilidad de Málaga         |
| 76  | Pivot           | Nayla de Andrés Castillo         | 16 septembrie 1997     | 1,73 m   |          |        | Hotel Gran Bilbao                   |

### Uruguay
Echipa Uruguayului a fost anunțată pe 28 iulie 2018:
Antrenor principal: Carolina Rial
Antrenor secund: Valeria Kuzel
| Nr. | Post            | Nume                | Data nașterii (vârsta) | Înălțime | Selecții | Goluri | Echipă                           |
| --- | --------------- | ------------------- | ---------------------- | -------- | -------- | ------ | -------------------------------- |
| 1   | Portar          | Agustina Echeverría | 25 august 1994         |          |          |        | Club Layva Amarillo              |
| 2   | Linia de 9 m    | Georgina Aicardi    | 29 noiembrie 1994      |          |          |        | Universidad de la República      |
| 3   | Extremă dreapta | Victoria Báez       | 21 aprilie 1997        |          |          |        | Universidad de Montevideo        |
| 4   | Extremă dreapta | Tatiana Fernández   | 16 noiembrie 1993      |          |          |        | Handball Rivera                  |
| 5   | Linia de 9 m    | Carolina Calvo      | 1 mai 1994             |          |          |        | Uruguay                          |
| 7   | Extremă stânga  | Sol Gularte         | 3 august 1997          |          |          |        | Uruguay                          |
| 8   | Linia de 9 m    | Sabrina Castro      | 13 aprilie 1998        |          |          |        | Uruguay                          |
| 9   | Extremă dreapta | Agustina Pastor     | 24 octombrie 1994      |          |          |        | Universidad de Montevideo        |
| 10  | Linia de 9 m    | Florencia Yanes     | 11 septembrie 1994     |          |          |        | Club Layva Amarillo              |
| 11  | Linia de 9 m    | Camila Tito         | 22 martie 1995         |          |          |        | Club Layva Amarillo              |
| 12  | Portar          | Lina Giarrusso      | 2 decembrie 1998       |          |          |        | Universidad de Montevideo        |
| 13  | Linia de 9 m    | Ana Lucía Martínez  | 2 martie 1994          |          |          |        | Centro Pontevedrés de Montevideo |
| 14  | Pivot           | Verónica Azurica    | 12 decembrie 1993      |          |          |        | Universidad de la República      |
| 15  | Linia de 9 m    | Nuria Justo         | 31 mai 1997            |          |          |        | Club Atlético Bohemios Handball  |